# Daniel Federkeil
Daniel Hubert Federkeil (9 de novembro de 1985, Medicine Hat, Alberta) é um ex-jogador de futebol americano que jogou na posição de offensive tackle na National Football League. Federkeil jogou college football pela University of Calgary no Canadá. Em 2006, ele foi como undrafted free agent para o Indianapolis Colts mas foi dispensado em 2009. No ano seguinte, anunciou sua aposentadoria dos gramados.

## Ligações Externas
- "Why Daniel Federkeil is one secret to Peyton Manning's Success article at unlimitedmagazine.com"